# Trichiini

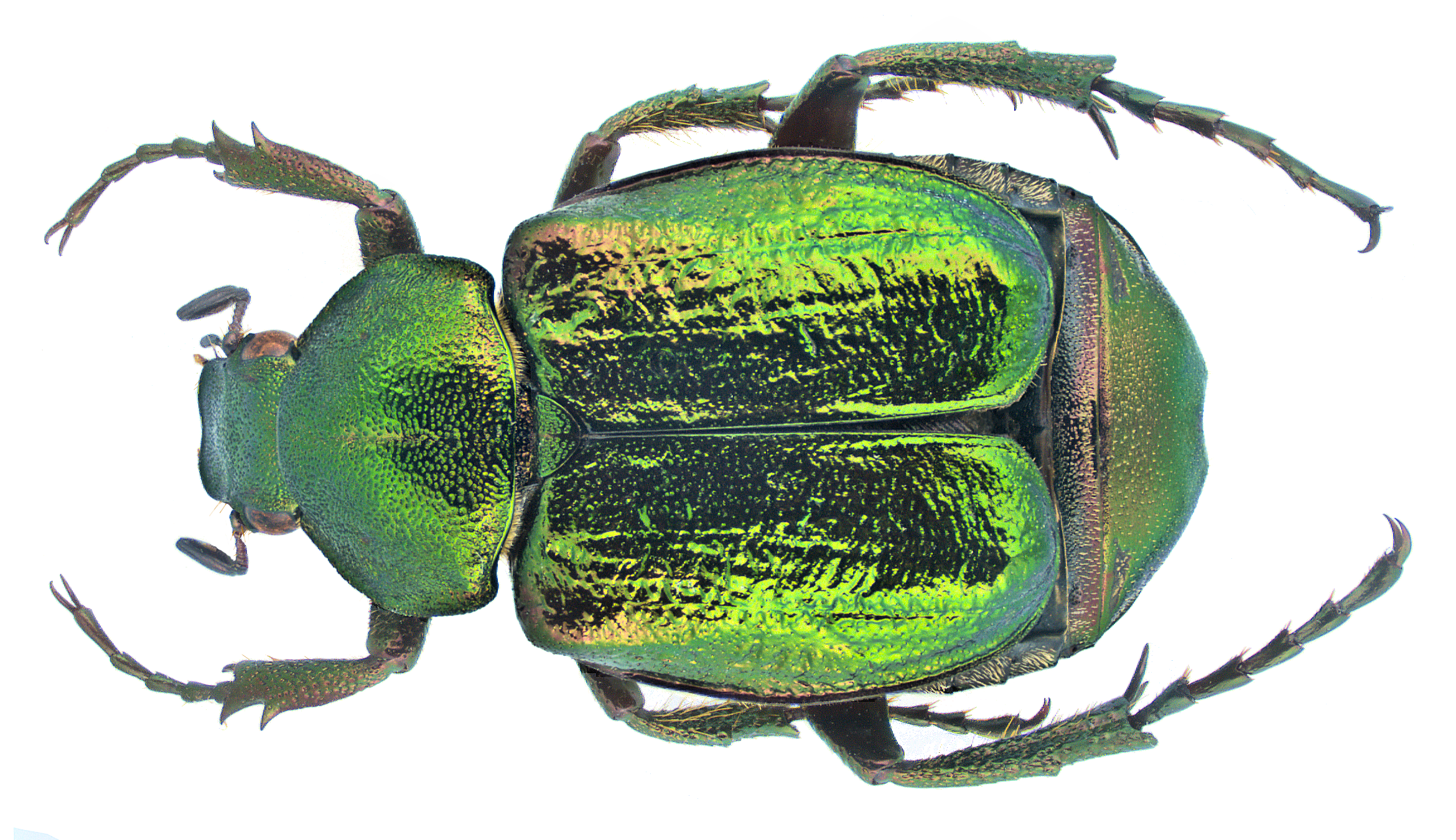
Zacnik zdobny

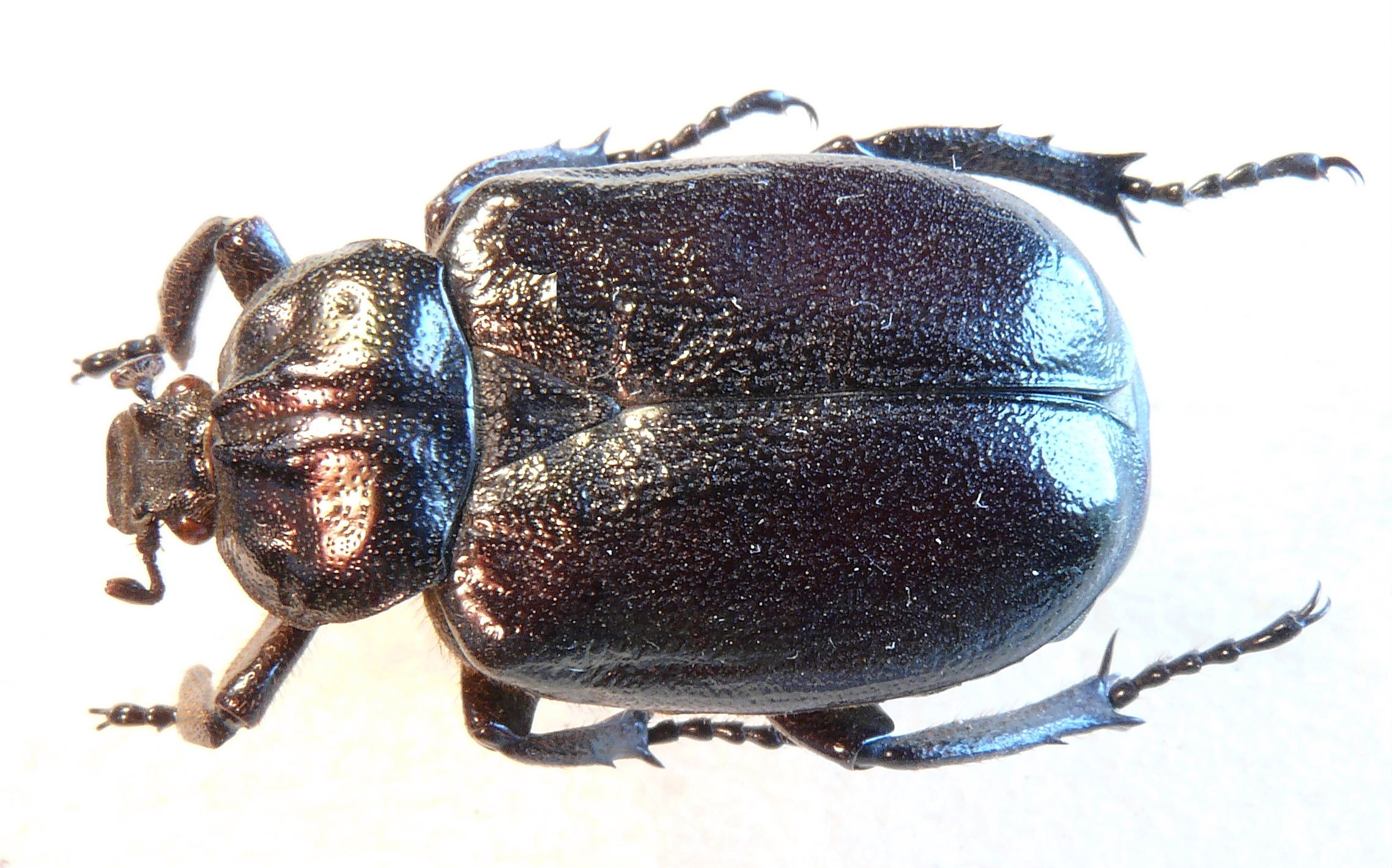
Samiec pachnicy dębowej.

Trichiini – plemię chrząszczy z rodziny poświętnikowatych i podrodziny kruszczycowatych. Występują we wszystkich krainach zoogeograficznych oprócz australijskiej i madagaskarskiej. W zapisie kopalnym znane od miocenu.

## Morfologia
Chrząszcze te mają ciało w obrysie owalne lub wydłużone, zwykle lekko rozszerzone w tyle. Ubarwienie bywa różne: jednolicie brązowe lub czarne, dwubarwne, nakrapiane, prążkowane lub metaliczne. Powierzchnia oskórka może być owłosiona lub naga.
Czułki buduje dziesięć członów, z których trzy ostatnie formują buławkę. Miejsca osadzenia czułków widoczne są patrząc od góry. Żuwaczki miewają różny stopień sklerotyzacji. Szczęki mają zwykle pędzelkowate żuwki zewnętrzne.
Przedplecze jest węższe od pokryw i może być równomiernie wysklepione, lekko wklęśnięte wzdłuż linii środkowej lub mieć wcisk przed dyskiem. Podobnie jak u Valgini a przeciwnie niż u pozostałych kruszczycowatych boczne krawędzie pokryw nie są wykrojone za barkami, w związku z czym lot odbywa się z otwartymi pokrywami. Epimeryty śródtułowia zwykle nie są widoczne w widoku grzbietowym. Odnóża są stosunkowo długie i smukłe, o stopach zwieńczonych nierozszczepionymi pazurkami. Odnóża przedniej pary mają stożkowate, sterczące biodra i zaopatrzone w od 1 do 3 ząbków golenie. Biodra tylnej pary stykają się ze sobą lub są mocno do siebie przybliżone.
Odwłok jest krótki i ma funkcjonalne przetchlinki na segmentach od pierwszego do siódmego. Pygidium jest duże, dobrze widoczne.

## Ekologia i występowanie
Larwy przechodzą rozwój w próchniejącym drewnie (kariofagi) i w korzeniach drzew liściastych. Imagines żerują na kwiatach.
Plemię rozprzestrzenione jest w większości krain zoogeograficznych, ale brak go w krainie australijskiej i na Madagaskarze. Podplemiona Platigeniina i Cryptodontina ograniczone są swym zasięgiem do Afryki, a podplemię Incaina do krainy neotropikalnej. Osmodermina i Trichiina zamieszkują zarówno Stary jak i Nowy Świat.
Ogólnie w Nowym Świecie występuje 13 rodzajów, z których w Nearktyce stwierdzono 5. Palearktykę zamieszkuje około 40 gatunków. W Polsce stwierdzono występowanie 6 gatunków, z których 4 umieszczone są na Czerwonej liście zwierząt ginących i zagrożonych w Polsce: Trichius sexualis, orszoł paskowany, zacnik kropkowany i pachnica dębowa, a ostatni także objęty ścisłą ochroną gatunkową.

## Taksonomia i ewolucja
Takson ten wprowadził w 1821 roku John Fleming pod nazwą Trichiadae. Dawniej klasyfikowany bywał jako odrębna rodzina Trichiidae lub podrodzina Trichiinae w obrębie poświętnikowatych. Do kruszczycowatych w randze plemienia włączył go w 1984 roku Jan Krikken. Dzieli się go na 4 podplemiona:
- Cryptodontina Lacordaire, 1856
- Incina Burmeister, 1842
- Osmodermatina Schenkling, 1922
- Platygeniina Krikken, 1984
- Trichiina Fleming, 1821

W zapisie kopalnym Trichiini znane są od miocenu. Z epoki tej pochodzą skamieniałości kilku gatunków z rodzaju orszoł oraz jednego gatunku z rodzaju zacnik.